# 전주중앙초등학교
전주중앙초등학교는 대한민국 전북특별자치도 전주시에 있는 공립 초등학교이다.

## 학교 연혁
- 1946. 05. 31 전주중앙공립국민학교 개교
- 1984. 03. 24 전주중앙초등학교병설유치원 개원
- 1996. 03. 01 전주중앙초등학교로 개명
- 1997. 01. 13 신축교사로 이전
- 2011. 11. 04 혁신학교 지정(3년)
- 2013. 03. 01 제25대 박숙자교장선생님 부임
- 2015. 02. 12 혁신+학교 선정(3년, 최대 1년)
- 2016. 02. 12 제71회 졸업(졸업생 34명, 총 30,234명)

## 참고 자료
- 전주중앙초등학교 - 한국교육학술정보원 학교알리미